# 카를로 매키넨
카를로 메키넨(핀란드어: Kaarlo Mäkinen, 1892년 5월 14일 - 1980년 5월 11일)은 핀란드의 레슬링 선수로 3번의 올림픽에서 레슬링 자유형 부문에 참가했다. 1920년에 그는 페더급 부문의 예비 라운드에서 탈락했다. 그 후 그는 밴텀급 부문으로 전향했고 각각 1924년과 1928년 올림픽에서 은메달과 금메달을 획득했다. 그는 1921년과 1922년 세계 선수권 대회 레슬링 그레코로만형에서 2개의 메달을 획득했다.

## 참조
1. ↑  “카를로 메키넨의 올림픽 성적”. 《sports-reference.com》. 2009년 10월 12일에 원본 문서에서 보존된 문서. 2013년 9월 1일에 확인함.